# Équipe d'Angleterre de rugby à XV au Tournoi des Cinq Nations 1924
L'équipe d'Angleterre a terminé première du Tournoi des cinq nations 1924 en réalisant un Grand Chelem, soit quatre victoires pour quatre matchs disputés. C'est le troisième grand chelem en quatre tournois. 
Dix-sept joueurs ont contribué à ce succès. 

## Première Ligne
- Reg Edwards (3 matchs, 3 comme titulaire)
- Chubby Faithfull (1 match, 1 comme titulaire)
- William Luddington (4 matchs, 4 comme titulaire)
- Alan Robson (4 matchs, 4 comme titulaire)

## Deuxième Ligne
- Ronald Cove-Smith (4 matchs, 4 comme titulaire)
- Tom Voyce (4 matchs, 4 comme titulaire)

## Troisième Ligne
- Arthur Blakiston (4 matchs, 4 comme titulaire)
- Geoffrey Conway (4 matchs, 4 comme titulaire, 7 transformations)
- Wavell Wakefield (4 matchs, 4 comme titulaire, 1 essai)

## Demi de mêlée
- Arthur Young (4 matchs, 4 comme titulaire, 1 essai)

## Demi d'ouverture
- Edward Myers (4 matchs, 4 comme titulaire, 2 essais, 1 drop)

## Trois quart centre
- Leonard Corbett (4 matchs, 4 comme titulaire, 1 essai)
- Richard Hamilton-Wickes (1 match, 1 comme titulaire, 1 essai)
- Harold Locke (3 matchs, 3 comme titulaire, 1 essai)

## Trois quart aile
- Carston Catcheside (4 matchs, 4 comme titulaire, 6 essais)
- Jake Jacob (4 matchs, 4 comme titulaire, 4 essais)

## Arrière
- Bevan Chantrill (4 matchs, 4 comme titulaire)

## Résultats des matchs
| Le 19 janvier à Swansea | pays de Galles | 9 - 17 | Angleterre |
| Le 9 février à Belfast  | Irlande        | 3 - 14 | Angleterre |
| Le 23 février à Londres | Angleterre     | 19 - 7 | France     |
| Le 15 mars à Londres    | Angleterre     | 19 - 0 | Écosse     |

|            | MJ | V | N | D | PP | PC | Pts |
| ---------- | -- | - | - | - | -- | -- | --- |
| Angleterre | 4  | 4 | 0 | 0 | 69 | 19 | 8   |

## Meilleur réalisateur
- Carston Catcheside, 18 points.
- Geoffrey Conway, 14 points.
- Jake Jacob, 12 points.

## Meilleur marqueur d'essais
- Carston Catcheside, 6 essais.
- Jake Jacob, 4 essais.